# Нетворкінг
Нетво́ркінг (англ. networking) — діяльність, спрямована на обмін інформацією між людьми, об'єднаними спільними професійними чи особистими інтересами, що зазвичай відбувається в неформальній обстановці. В основі нетворкінгу лежить побудова довгострокових довірчих відносин за принципом соціальної мережі. Мета нетворкінгу полягає в тому, щоб за допомогою кола друзів і знайомих максимально швидко і ефективно вирішувати складні життєві завдання і бізнес-питання (наприклад, знаходити клієнтів, наймати кращих співробітників, залучати інвесторів).

## Нетворкінг у бізнесі
Нетворкінг використовується фахівцями, щоб розширювати коло своїх знайомих, дізнаватися про можливості працевлаштування у своїх галузях та підвищити обізнаність щодо новин і тенденції у своїй галузі чи в цілому. Нетворкінг використовує формування зв'язків за принципом соціальних мереж у їх широкому розумінні, та може реалізуватися як в безпосередньому спілкуванні, так і за допомогою нових медіа.
Зазвичай люди об'єднуються в мережеву групу на основі однієї спільної точки зору, поділюваної всіма її учасниками. Побудова соціальної мережі допомагає фахівцям не відставати від поточних подій у своїй галузі та розвивати стосунки, які можуть сприяти подальшому розвитку бізнесу чи перспективам працевлаштування. Також нетворкінг допомагає іншим людям знайти роботу завдяки фахівцям, встановити зв'язки з ними та отримувати від них новини. Власники малого бізнесу можуть створювати мережі для розвитку стосунків з окремими людьми та компаніями, з якими вони можуть вести бізнес у майбутньому. Ці зв'язки допомагають встановити взаємозв'язки та довіру також всередині власних колективів. Успішні ділові зв'язки передбачають регулярне спілкування для обміну цінною інформацією, яка може бути недоступною за межами поточної соціальної мережі.
Налаштовуючи нові канали інформаційного обміну між керівництвом і рядовими співробітниками, нетворкінг сприяє підвищенню мотивації персоналу. Також він важливий в управлінні для залучення неформальних комунікацій і процесів самоорганізації, посилення офіційної структури і внутрішнього бренду організації, ефективнішого впровадження інновацій. Завдяки нетворкінгу відбувається формування єдиного понятійного апарату, поширення передових стандартів роботи, здійснюється ефективніше господарювання.

## Соціальний нетворкінг
Соціальним називається нетворкінг, зумовлений не бізнес потребами, а особистими прагненнями та цінностями індивідуума. Як правило, використовується для формування кола спілкування поза професійною діяльністю. Слугує основою для зав'язування дружніх стосунків з новими людьми. Може відбуватися в середовищі формальних організацій чи неформальних, як-от випускники закладу освіти, прихожани церкви чи учасники клубу за інтересами.